# Chloropsina koongarrensis
Chloropsina koongarrensis är en tvåvingeart som beskrevs av Spencer 1986. Chloropsina koongarrensis ingår i släktet Chloropsina och familjen fritflugor.
Artens utbredningsområde är Northern Territory, Australien. Inga underarter finns listade i Catalogue of Life.